# Kolumna
Kolumna je redovno ponavljajući članak ili rad objavljen u dnevnim novinama, časopisu ili drugoj publikaciji. Kolumne pišu kolumnisti. 
Od drugih oblika novinarstva kolumna se razlikuje po sljedećim kriterijama: 
- redovna je značajka u publikaciji
- njom upravlja autor
- sadrži izričito gledište ili mišljenje

## Povijest
Prvi novinski komentator bio je John Hill, koji je 11. ožujka 1751. s dnevnom kolumnom u oglašivačkim novinama "London Adviser" i književnom glasniku počeo pisati kolumne. Pisao je pod pseudonimom "Inspektor". 
Mnogi poznati književnici su počeli svoju karijeru kao kolumnisti i kasnije uspjeli se probiti kao autori.